# Ryżojad
Ryżojad (Dolichonyx oryzivorus) – gatunek małego, wędrownego ptaka z podrodziny ryżojadów (Dolichonychinae) (której jest jedynym przedstawicielem) w rodzinie kacykowatych (Icteridae). Gniazduje w Ameryce Północnej, zimuje w Ameryce Południowej. Nie jest zagrożony.

## Systematyka
Pewna odmienność ryżojada od pozostałych ptaków z rodziny kacykowatych spowodowała wyodrębnienie dla tego gatunku specjalnej podrodziny ryżojadów (Dolichonychinae). Nie wyróżnia się podgatunków.

## Morfologia
Wygląd zewnętrznyDorosłe samce są czarne z kremową czapeczką i białym grzbietem. Dorosła samica ma maskujące, kreskowane jasnobrązowe upierzenie.
RozmiaryDługość ciała 16–18 cm. Samce ważą średnio 47 g, samice 37,1 g.

## Zasięg występowania
Migruje ze swoich terenów lęgowych w Ameryce Północnej (południowa Kanada, północne i środkowe USA) do Ameryki Południowej – południowo-środkowej Brazylii, północnej Argentyny, wschodniej Boliwii i Paragwaju. Sporadycznie zalatuje do Europy Zachodniej.

## Środowisko
Pierwotnie gatunek zamieszkiwał prerie i inne otwarte obszary gęsto porośnięte trawami. Obecnie gnieździ się również na polach uprawnych.

## Zachowanie
GłosSamiec śpiewa w locie, jego śpiew sprawia wrażenie bulgoczącego.
PożywienieŻerują na ziemi, zjadają nasiona i owady.

## Lęgi
GniazdoNa ziemi, mające postać koszyczka, ukryte w gęstej roślinności.
JajaLęg składa się z 5–6 jaj. Inkubacja trwa 11–14 dni.
PisklętaOboje rodzice biorą udział w karmieniu piskląt.

## Status
Międzynarodowa Unia Ochrony Przyrody (IUCN) uznaje ryżojada za gatunek najmniejszej troski (LC, Least Concern) nieprzerwanie od 1988 roku. Organizacja Partners in Flight szacuje liczebność populacji lęgowej na 8 milionów osobników. Trend liczebności populacji uznawany jest za spadkowy.